# Eucelatoria procincta
Eucelatoria procincta är en tvåvingeart som först beskrevs av Henry J. Reinhard 1935.  Eucelatoria procincta ingår i släktet Eucelatoria och familjen parasitflugor.
Artens utbredningsområde är Florida. Inga underarter finns listade i Catalogue of Life.